# Roggenbacher Schlösser

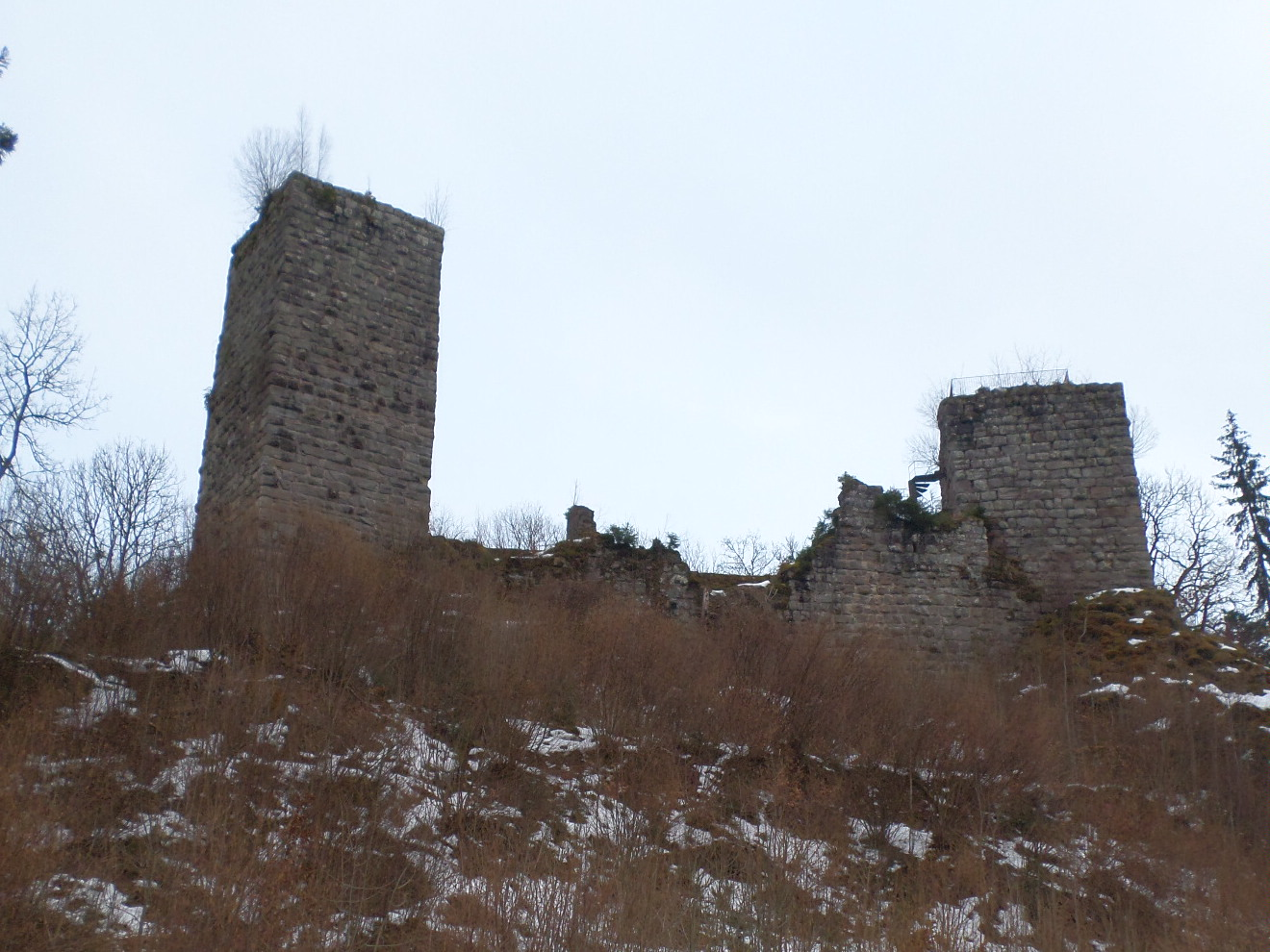
Roggenbacher Schlösser

Die Roggenbacher Schlösser sind eine aus dem zwölften Jahrhundert stammende Burgengruppe in Wittlekofen, einem Stadtteil von Bonndorf im Schwarzwald im Landkreis Waldshut in Baden-Württemberg.
Zur Burgengruppe gehören die Burgruine Roggenbach – auch Weißenburg genannt – als Südturm und der frühere Aussichtsturm. Der 400 m entfernte Nordturm bildet die Burgruine Steinegg.
Vom Frühjahr 2019 bis Herbst 2021 wurden Sanierungsarbeiten mit den Kosten von rund 1,5 Millionen Euro im Auftrag der Bauverwaltung des Landes Baden-Württemberg, Vermögen und Bau (VBA), vorgenommen. Dabei wurde der alte Mörtel aus den Fugen des Mauerwerkes durch einen Spezialmörtel ersetzt.